# Трюк Даны Скотта
Трюк Даны Скотта — трюк, позволяющий факторизовать собственный класс в теории множеств Цермело — Френкеля. При помощи него в ZF можно определить изоморфный тип, в частности мощность множества. Возможность применения трюка Даны Скотта существенно зависит от аксиомы регулярности.

## Суть
Пусть {\displaystyle A} — некоторый непустой класс, на котором задано отношение-класс эквивалентности {\displaystyle \sim }. Требуется построить в некотором смысле факторкласс, то есть такой класс {\displaystyle A/\sim }, каждому элементу которого будет взаимно однозначно соответствовать класс эквивалентности {\displaystyle A} по {\displaystyle \sim }.
Взять и просто определить {\displaystyle A/\sim } как совокупность всех классов эквивалентности {\displaystyle A} по {\displaystyle \sim } не получится — какие-то из классов эквивалентности могут оказаться собственными, а собственные классы не могут быть элементами других классов. Поэтому для определения такой конструкции приходится искать обходные пути. Один из таких путей был предложен Даной Скоттом.
Как известно, в ZF все множества полностью описываются иерархией фон Неймана, то есть каждое множество имеет ранг (эта часть полагается на аксиому регулярности). Если в некотором классе взять подкласс всех элементов какого-то определённого ранга — этот подкласс будет множеством. Это следует из двух простых фактов: того, что класс всех множеств определённого ранга образует множество, и того, что пересечение класса и множества — это множество. Такой подкласс (если он непуст) однозначно задаёт класс эквивалентности. В свою очередь если потребовать минимальность ранга, при котором подкласс будет непуст, то такой подкласс будет однозначно задаваться классом эквивалентности. В этом и состоит суть трюка Даны Скотта: замена полного класса эквивалентности его подмножеством, состоящим из элементов, имеющих минимальный ранг.
Более формально, введём обозначение для произвольного непустого класса {\displaystyle B} обозначение: {\displaystyle \operatorname {minrk} B=\min \limits _{b\in B}\operatorname {rk} b}.
Тогда
Классом эквивалентности Даны Скотта элемента {\displaystyle a\in A} по отношению {\displaystyle \sim } назовём множество {\displaystyle [a]=\{x\in a/\sim |\operatorname {rk} x=\operatorname {minrk} a/\sim \}} (здесь {\displaystyle a/\sim } обозначает обычный класс эквивалентности);
Факторклассом Даны Скотта класса {\displaystyle A} по отношению {\displaystyle \sim } назовём класс {\displaystyle A/\sim =\{[x]|x\in A\}}.
Такое определение удовлетворяет требованию, что каждому элементу факторкласса взаимно однозначно соответствует обычный класс эквивалентности.

## Использование

### Мощность множества
Основное применение трюка Даны Скотта — определение мощности множества в ZF. Пусть {\displaystyle A} — класс всех множеств, {\displaystyle \sim } — отношение-класс равномощности. Тогда мощность множества {\displaystyle a\in A} — это его класс эквивалентности Даны Скотта по отношению равномощности:
{\displaystyle |a|=\{x\in a/\sim |\operatorname {rk} x=\operatorname {minrk} a/\sim \}}.
При таком определении мощности класс всех кардинальных чисел это факторкласс Даны Скотта {\displaystyle A/\sim }.

### Изоморфный тип
Обобщение предыдущего пункта — определение изоморфного типа. Пусть {\displaystyle A} — непустой класс каких-нибудь множеств, на которых определено отношение изоморфности {\displaystyle \sim } (например группы или кольца). Тогда изоморфный тип {\displaystyle a\in A} — это его класс эквивалентности Даны Скотта по отношению изоморфности:
{\displaystyle \operatorname {iso} a=\{x\in a/\sim |\operatorname {rk} x=\operatorname {minrk} a/\sim \}}.
Нетрудно видеть, что это определение есть обобщение определения мощности множеств, так как изоморфность множеств без дополнительной структуры — это их равномощность, а их изоморфный тип — мощность. Более того, определение понятия изоморфного типа позволяет формально говорить о таких вещах как группа с точностью до изоморфизма, кольцо с точностью до изоморфизма и так далее.